# Червоне (Ковалівська сільська громада)
Червоне́ — село в Україні, у Білоцерківському районі Київської області. Населення становить 858 осіб. Входить до складу Ковалівської сільської громади.
Червоненський старостинський округ до складу якого входить село Кищинці, село Червоне (1)
Адреса: 08543, Київська обл., Фастівський р-н, с. Червоне, вул. Шевченка, буд. 1
Староста: Савченко Валентина Володимирівна
Село розташоване над річкою Кам'янка. На сході межує із селом Бортники.

## Галерея

Школа
Меморіал ДСВ біля школи
Будинок культури
Поштове відділення
Червоненська сільська рада
Фельдшерсько-акушерський пункт